# En-Rage
En-Rage ist eine britische Dancefloor-Band der 1990er Jahre, die durch die Coverversion des Bryan-Adams-Hits Run to You bekannt wurde. Außerhalb des deutschen Sprachraums hieß die Gruppe Rage. Dieser Name war in Deutschland bereits von der Metal-Band Rage belegt.

## Bandgeschichte
Hinter dem 1992 gegründeten Projekt standen die Produzenten Barry Leng und Duncan Hannant, die auch mit E’Voke und der Dance-Version des John-Waite-Klassikers Missing You Erfolg hatten. Den Gesangspart übernahm Tony Jackson, der schon in TV-Werbespots gesungen und für Paul Young, Billy Ocean und Hot Chocolate als Studio- bzw. Chorsänger gearbeitet hatte. Bei Live-Auftritten komplettierten Jeffrey Sayadian, Toby Sadler, Angela Lupino und Pierson Grange die Band.
Die erste Single Run to You, eine Coverversion des Bryan-Adams-Hits von 1984, führte En-Rage Ende 1992 bzw. Anfang 1993 direkt in die europäischen Hitparaden. In Deutschland, Österreich und der Schweiz gab es Top-20-Platzierungen, in Großbritannien sogar Position 3. Der Nachfolger Why Don’t You schaffte 1993 immerhin mittlere Chartränge in diesen Ländern. Mit House of the Rising Sun gelang drei Monate danach noch einmal der Sprung in die österreichischen Top 20 und in die britischen Top 50. Give It Up floppte im selben Jahr.
Zwei Jahre später veröffentlichte En-Rage mit My Cryings Done eine weitere Single. Nachdem Tony Jackson das Projekt verlassen hatte, steuerte nun Steve Lee den Gesang bei. Kommerziell war diese Produktion kein Erfolg und besiegelte so das Ende der Band.

## Mitglieder
- Barry Leng – Produzent
- Duncan Hannant – Produzent
- Tony Jackson – Gesang
- Jeffrey Sayadian – Gitarre
- Toby Sadler – Keyboard
- Angela Lupino – Bass
- Pierson Grange – Schlagzeug
- Steve Lee – Gesang, 1995 für Tony Jackson

## Diskografie

### Singles
- 1992: Run to You (in den USA: Run)
- 1992: Why Don’t You
- 1992: Be Yourself
- 1993: House of the Rising Sun
- 1993: Give It Up
- 1995: My Cryings Done

### Alben
- 1993: Saviour (Pulse-8 Records)
- 2010: Run to You – The Essential Rage (Demon Music Group Ltd., 17 mp3-Files)